# Kiselevsk
Kiselevsk (tiếng Nga: Киселевск) là một thành phố Nga. Thành phố này thuộc chủ thể Kemerovo Oblast. Thành phố có dân số 106.341 người (theo điều tra dân số năm 2002). Đây là thành phố lớn thứ 149 của Nga theo dân số năm 2002. Dân số qua các thời kỳ: 98,382 (Điều tra dân số 2010); 106,341 (Điều tra dân số 2002); 128,083 (Điều tra dân số năm 1989).. Dân số gồm 90% người Nga, 9% người Tatar. Thành phố có diện tích 160 km2. Kiselevsk được thành lập năm 1917.